# 애퍼매턱스 코트 하우스

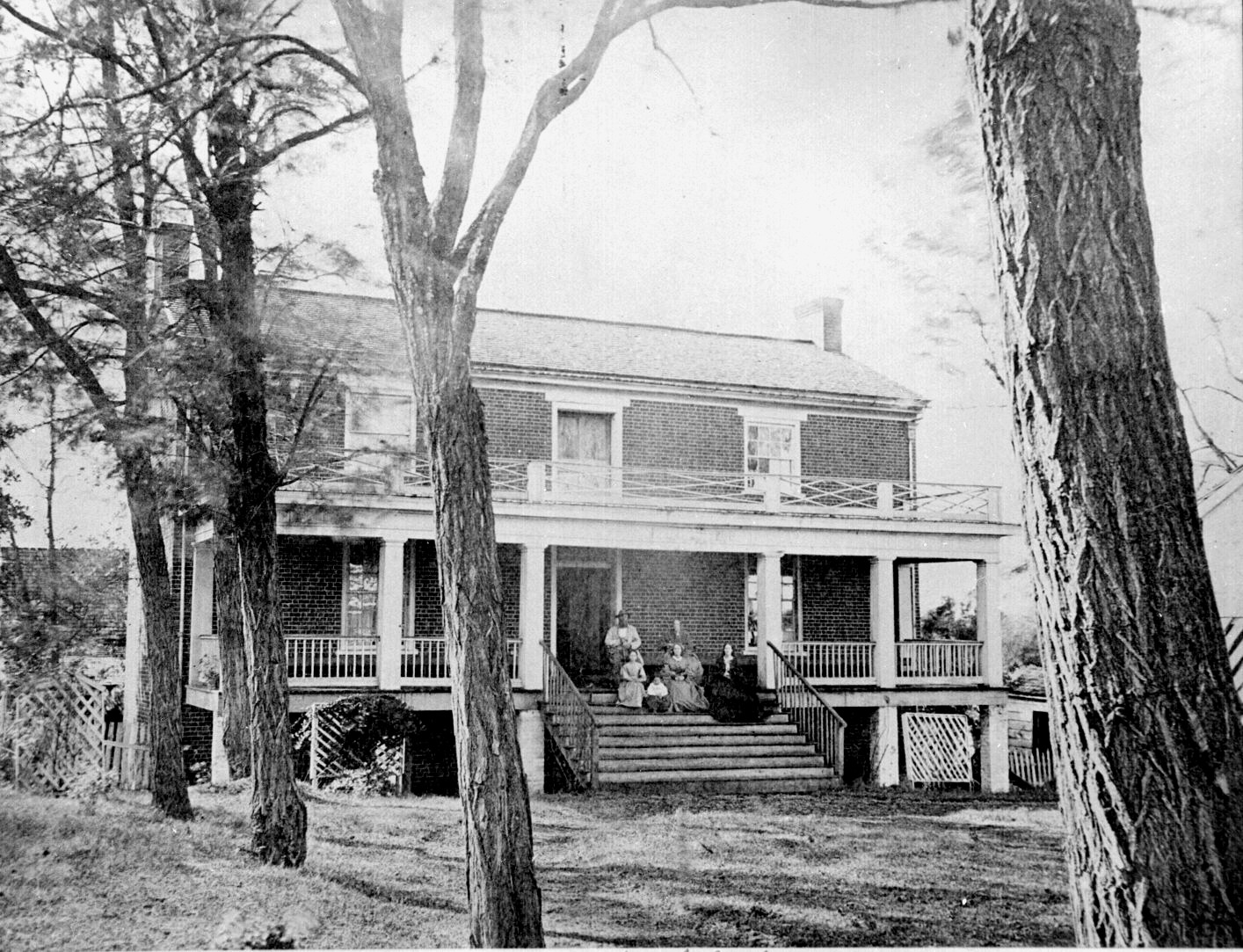
맥린의 집, 1865년 4월, 티모시 H. 오슬리번 촬영

애퍼매턱스 코트 하우스(Appomattox Court House)는 미국 버지니아주 애퍼매턱스 시의 동쪽5km 떨어진 주 남부에 위치한 린치버그 시에서 동쪽으로 40km에 위치한 마을이다. 남북전쟁 최후의 전투인 애퍼매턱스 코트 하우스 전투가 벌어진 장소이며, 1865년 4월 9일, 마을에 있는 윌리엄 맥린의 집에서 남군의 로버트 E. 리 장군이 북군의 율리시스 그랜트 장군에게 항복하면서 사실상 남북 전쟁이 끝난 것으로 유명해졌다. 이곳은 ‘애퍼매턱스 코트 하우스 국립 역사 공원’으로 기념되고 있다.

## 역사
남부 시골의 많은 카운티는 카운티의 이름 뒤에 ‘코트 하우스’를 붙여 그 군청소재지의 이름으로 사용했다. ‘코트 하우스’ 마을은 군 청사 건물이 있고 그 외에도 많은 건물이 있었다. 애퍼매턱스 코트 하우스의 경우 기타 건물 내에 원래는 선술집으로 사용된 맥린의 집이 있었다.
남북 전쟁 이전에도 철도는 애퍼매턱스 코트 하우스를 우회하여 지나고 있었다. (오늘 날의 노퍽 서던 철도의 일부인 사우스 사이드 철도는 1850년에 도시의 남쪽에 건설되었다.) 상거래는 가까운 애퍼매턱스 역에서 모여 이뤄지는 경향이 있었다. 그 결과 애퍼매턱스 코트 하우스의 인구는 150명을 초과한 적이 한 번도 없었고, 현재도 애퍼매턱스 마을은 수천 명 규모이다. (2000년 통계에서는 1,761명). 1892년에 군 청사가 소실된 후 재건되지 않고, 애퍼매턱스 마을에 새롭게 만들어졌기 때문에 애퍼매턱스 코트 하우스가 도시가 될 가능성은 사라졌다. 그나마 군청사도 1894년에 정식으로 이전하였다.
1861년 7월 21일에 발발한 제1차 불런 전투 위치는 북부 버지니아에 있는 맥린의 농장이었기 때문에, 남북 전쟁은 1861년에 맥린의 뒷마당에서 일어나서, 1865년에 그의 거실에서 끝이 났다. (두 사건도 모두 공식적인 처음과 끝은 아니다.)
맥린은 버지니아 민병대를 소령으로 퇴역했다. 남북 전쟁이 시작되었을 때 나이가 너무 많아 징병에 응할 수 없었기 때문에 전화를 피해 애퍼매턱스 코트 하우스에 이주하기로 했다. (전후 맥린은 평화를 사랑하는 사람이었기 때문에 이주했다고 했지만, 실제로는 전시 중에 북군의 해상 봉쇄를 피해 설탕을 수출하여 재산을 마련했다. 그저 근처에서 전쟁에 방해를 받지 않고 그 매력적인 사업을 하고 싶었던 것이다.) 그럼에도 불구하고 1865년 4월 9일, 전쟁이 맥린의 집까지 왔다. 그의 집에서는 4월 10일에 항복 조건을 결정하는 회의가 진행되었으며, 다음 며칠 동안 북군의 존 깁슨 소장의 본부로 사용되었다.
항복의 조건은 다음과 같았다. “장교는 개인마다 미국 정부에 무기를 향하지 않도록 약속한다. 또한 중대 혹은 연대의 지휘관은 부하 군인에 대해 동일한 약속에 서명한다” ... “장교의 휴대 무기 그 개인 소유의 말이나 수하물도 인도한다.” 남군의 많은 병사는 말과 당나귀를 소유하고 있었으므로, 개인 소유권을 주장한 말과 당나귀는 그대로 소유를 할 수 있게 되었다.
맥린은 설탕의 밀무역에 상당한 재산을 쌓을 수 있었지만, 그 현금은 미국 연합국 통화였기 때문에 연합국의 붕괴와 함께 가치가 사라졌고, 전쟁이 끝난 후에는 파산에 가까운 상태였다. 맥린은 1867년 가을에 애퍼매턱스 코트 하우스를 떠나, 부인이 소유한 프린스 윌리엄 카운티의 농장으로 돌아갔다. 채무 상환을 제대로 하지 않았기 때문에, 리치먼드의 채권 은행이 법원에 저당을 잡아 ‘항복 저택’은 1869년 11월 29일에 경매에 부쳐졌다. 이 집은 존 L. 파스코가 낙찰을 받아, 이후 리치몬드의 주민이었던 래글랜드 가족에게 임대하였다. 1872년 나다니엘 H. 래글랜드가 그 자산을 1,250달러에 구입했다.
1891년 1월 1일 래글랜드의 미망인이 저택을 뉴욕주 나이아가라 폭포의 마이런 던랩에게 1만 달러에 매각했다. 던랩과 동료 투자자는 이 집의 명성을 살려 돈을 벌 계획을 여러 가지 세웠다. 하나는 분해하여 시카고까지 운송하여, 1893년의 시카고 만국 박람회에 전시하는 것이었다. 높이와 부재 명세서를 포함한 측정 그림이 만들어지고 집을 분해하여 운송을 위한 포장까지 하였지만, 그때 1893년 위기가 일어났다. 자금 부족이나 법적인 문제가 발생하여 계획은 무산되었다. 집은 부품은 쌓인 채 수집가의 먹이가 되어, 50년간 방치되었다.

## 맥린 하우스의 재건

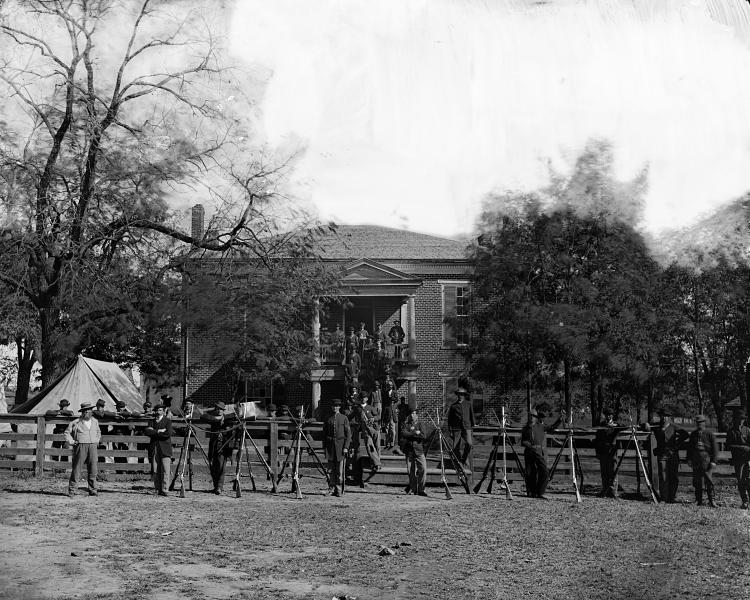
애퍼메턱스 코트 하우스 앞의 북군 병사, 1865년 4월

1940년 4월 10일, 미국 의회가 ‘애퍼매턱스 코트 하우스 국립 역사 유적지’를 지정하여 약 3.9km2 지역을 지정했다. 1941년 2월 덤불이나 서양 인동 덩굴로 덮여 있던 이곳에서 발굴이 시작되었다. 오래된 데이터를 모으고 건축 작업 계획이 만들어져 조심스럽게 재건이 시작되었다. 이 모든 계획은 1941년 12월 7일, 일본군이 진주만을 공격하여 미국을 제2차 세계 대전에 끌어들였기 때문에 일시 중단되었다.
세계 대전 후 이 계획은 높은 우선 순위로 재개되었다. 1947년 11월 25일, 맥린 하우스의 재건에 대한 입찰이 있었다. 재건을 위해 남아 있던 5,500개의 벽돌을 사용하여 이 새 집 벽 곳곳에 벽돌을 사용하였다. 1949년 4월 9일, 미국을 원래의 모습으로 되돌리기 위한 역사적인 회담이 열린 날로부터 정확하게 84년 후에, 국립공원국에 의해 처음 공개됐다. 1950년 4월 16일에 열린 준공식에는 로버트 E. 리 4세와 율리시스 그랜트 3세가 테이프를 잘랐다. 약 2만명의 군중을 앞에 퓰리처 상을 수상한 역사가 더글러스 사우스 올 프리먼이 연설을 한 뒤의 일이었다.

## 참고 문헌
- part of this article is from Appomattox Court House National Historic Park